# Windows CE
Microsoft Windows CE (officielt kendt som Windows Embedded Compact og tidligere også kendt som Windows Embedded CE, og undertiden forkortet WinCE) er et styresystem udviklet af Microsoft for indlejrede systemer. Windows CE er et særskilt operativsystem og kerne. Det kan ikke forveksles med Windows Embedded Standard som er en NT -baseret komponentopdelt version af desktop Microsoft Windows.
Microsoft licenserer Windows CE til OEM'er og enheden beslutningstagere. De OEM'er og enheden beslutningstagere kan ændre og skabe deres egne brugergrænseflader og erfaringer, med Windows CE yde teknisk fundament at gøre det.
Den nuværende version af Windows Embedded Compact understøtter Intel x86 og kompatible, MIPS og ARM -processorer.